# Omorgus baccatus
Omorgus baccatus is een keversoort uit de familie beenderknagers (Trogidae). De wetenschappelijke naam van de soort is voor het eerst geldig gepubliceerd in 1867 door Gerstaecker.